# Mamry Małe
Mamry Małe (czasem też Mamerki) – jezioro w Krainie Wielkich Jezior Mazurskich, a właściwe zatoka w zachodniej części jeziora Mamry. Jezioro jest oddzielone od głównej tafli Mamr wyspą Upałty i kilkoma mniejszymi. W najgłębszym miejscu jezioro ma 17 metrów.